# برنات جاومي
برنات جاومي (بالإسبانية: Bernat Jaume)‏ هو لاعب إسكواش إسباني، ولد في 19 نوفمبر 1995 في إيغوالادا في إسبانيا.

## وصلات خارجية
- برنات جاومي على موقع الاتحاد الدولي لمحترفي الاسكواش (مؤرشف) (الإنجليزية)
- برنات جاومي على موقع SquashInfo.com (الإنجليزية)